# Creole Rhapsody
Pour les articles homonymes, voir Créole (homonymie) et Rhapsody.
Clip vidéo
[vidéo] « Duke Ellington - Creole Rhapsody », sur YouTube
Creole Rhapsody (rhapsodie créole, en anglais) est une rhapsodie de jazz, composée par Duke Ellington,, enregistrée en 1931 avec son big band jazz Jungle Band à New York, sur 2 faces recto-verso de disque 78 tours (part I & II), chez Brunswick Records et RCA Victor. 

## Histoire

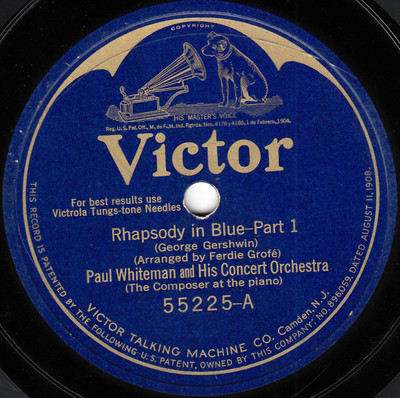
Rhapsody in Blue de George Gershwin, de 1924.

Duke Ellington compose cette rhapsodie créole de plus de 8 min, en 2 parties (part I & II), durant sa période Cotton Club de Harlem de Manhattan à New York, des débuts de sa carrière. Il s'inspire de l'œuvre Rhapsody in Blue de George Gershwin de 1924, (mélange de piano, de clarinette, de jazz symphonique, et de musique classique), qu'il adapte au « style Jungle » de son big band jazz Jungle Band de l'époque, en combinant des éléments  de section cuivre de son big band jazz, de lui même au piano stride, et de reprise du solo emblématique de clarinette de Rhapsody in Blue,,...